# Winlandia

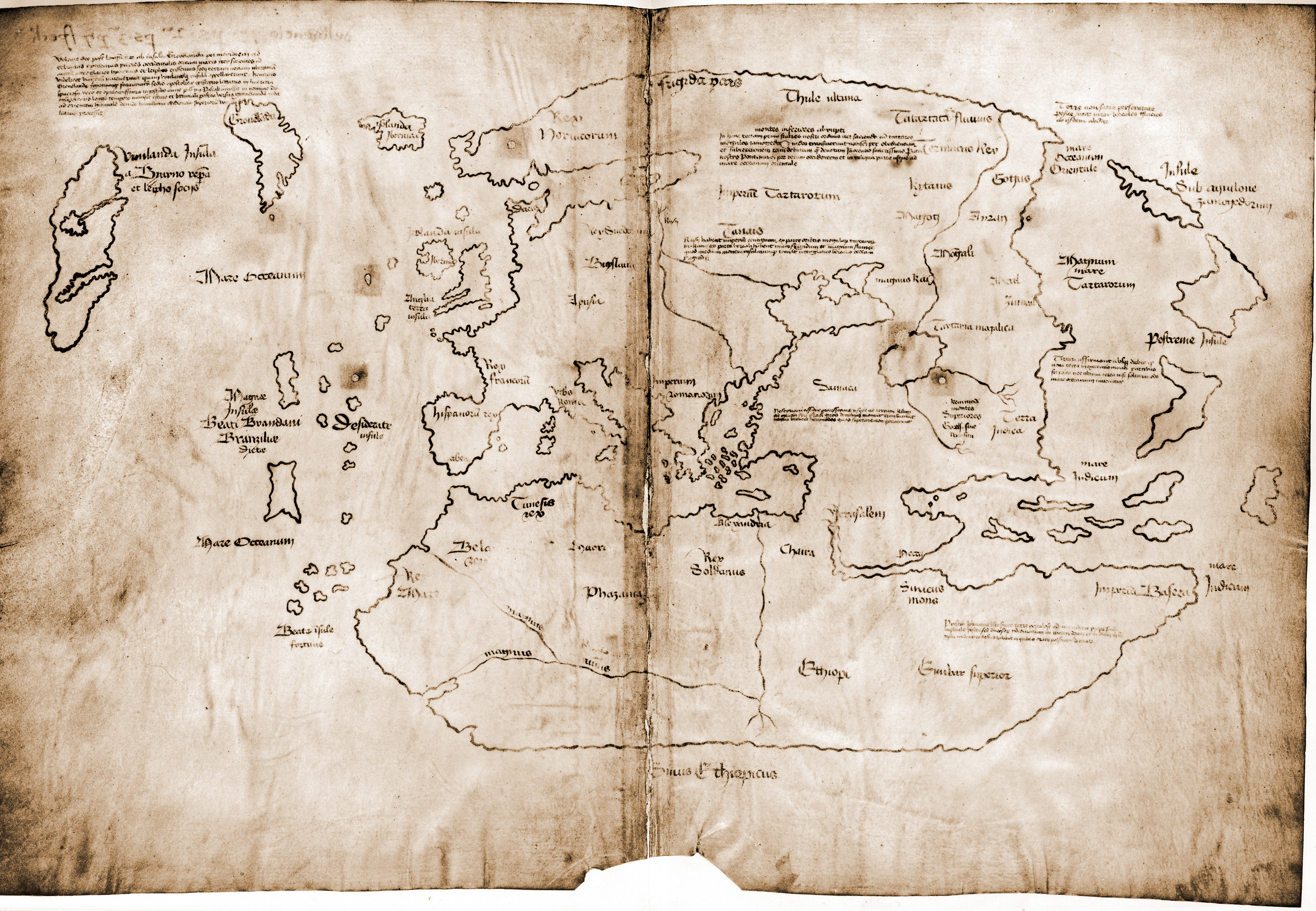
Mapa Winlandii z XV wieku, domniemana kopia XIII-wiecznego oryginału (dziś uznawana za fałszerstwo)

Winlandia (Kraj winorośli lub Kraj łąk) – nazwa nadana odkrytej w roku 1000 przez wikinga Bjarniego Herjólfssona, a zasiedlonej przez Leifa Erikssona części Ameryki Północnej. Odkryty wówczas fragment lądu jest dziś różnie identyfikowany; przypuszczalnie była to Nowa Fundlandia.

## Historia odkopania osady Leifa

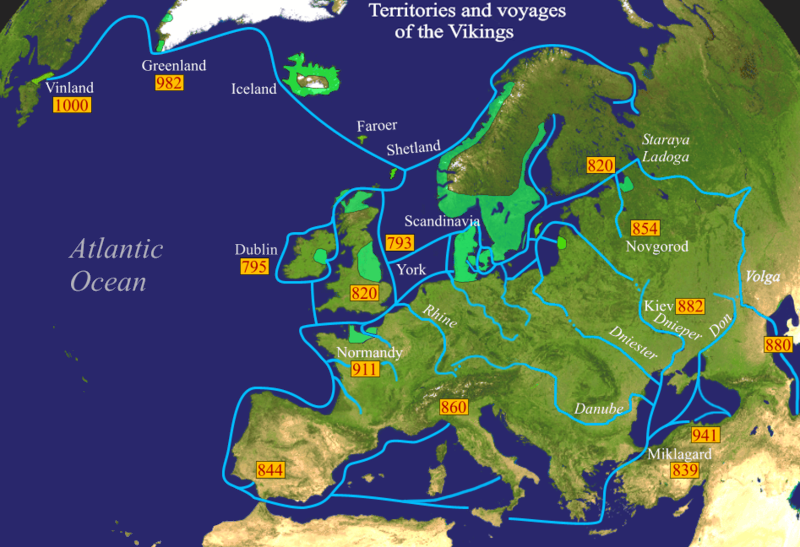
Trasy wypraw wikingów

W latach sześćdziesiątych XX wieku dwoje norweskich badaczy, Helge Ingstad i Anne Stine Ingstad, w kanadyjskiej miejscowości L’Anse aux Meadows natrafiło na ślady domów, które na podstawie dalszych wykopalisk zakwalifikowali jako wikińskie. To odkrycie wzmocniło wiarygodność tezy o umiejscowieniu Winlandii właśnie w Nowej Fundlandii.

## Kwestia etymologii nazwy
Nazwa vinland pierwszy raz pojawiła się w dziele Historia Arcybiskupstwa w Hamburgu (1075-1080) napisanym przez Adama z Bremy. Początkowo uważano, że nazwa pochodzi od staronordyjskiego słowa vín (przez długie í) oznaczającego wino. U podstawy tego miał leżeć fakt, iż podczas wyprawy Leifa Erikssona ok. 1002 roku jeden z uczestników znalazł na odkrytym lądzie owocującą winorośl (być może była to winorośl pachnąca), co zostało opisane w XIII-wiecznej Sadze o Grenlandczykach. Z czasem XX-wieczni historycy ustosunkowywali się do tego stwierdzenia coraz bardziej sceptycznie wskazując, że winorośl nie występuje na północ od ujścia Rzeki Świętego Wawrzyńca.
Adam z Bremy uważał, że Leif zastosował taki sam chwyt propagandowy, jak jego ojciec Eryk Rudy, nazywając Grenlandię zieloną wyspą, co miało na celu przyciągnięcie osadników. Obecnie historycy uważają, że nazwa Winlandii pochodzi od vin (przez krótkie i), oznaczającego łąkę. Hipoteza ta była już znana w latach 60. XX w., więc możliwe jest, że właśnie z tego powodu badacze pojechali do miejscowości L’Anse aux Meadows (ang.-fr. Zatoka Łąk).
Z drugiej strony aktualna wiedza dotycząca historii zmian klimatu każe zwrócić uwagę na tzw. średniowieczne optimum klimatyczne, które przypadało mniej więcej na lata 950–1250, a więc na okres szczytowej działalności wikingów. Odtworzone temperatury dla tego okresu na północnym Atlantyku, w okolicy Grenlandii oraz wschodnich wybrzeży dzisiejszej Kanady były wyższe niż w latach 1960–1990. Nie jest więc wykluczone, że wówczas i południowe skrawki Grenlandii mogły być rzeczywiście „zielone” i winorośl mogła występować nieco dalej na północy.